# Gatos de Madrid
Los Gatos de Madrid fue la franquicia de rugby de la Comunidad de Madrid (España), que participó representando a esta comunidad en la Liga Superibérica.
El equipo fue fundado en 2009, y nació aglutinando, en un principio, a los cuatro equipos de mayor categoría del rugby madrileño: el Club Alcobendas Rugby que participaba en la División de Honor y los participantes de División de Honor B: CRC Madrid, Complutense Cisneros y C.R Liceo Francés, aunque su intención es involucrar en el proyecto a todos los clubes madrileños, en un futuro.
Los estadios donde era local el equipo, son los diversos estadios de los clubes que aglutina la franquicia: Estadio de Las Terrazas de Alcobendas, Campo de Rugby Ramón Urtubi y Campo Central de Ciudad Universitaria de Madrid; todos ellos son campos que están ubicados en la Comunidad de Madrid.
La marca deportiva Canterbury Of New Zealand vestió a esta franquicia, igual que a las otras cinco participantes.

## Nombre e imagen
El nombre y la imagen de la franquicia fueron elegidos tras una competición popular, en la que se eligió el nombre de Gatos por ser este el apelativo de todos los nacidos en Madrid, con los cuatro abuelos madrileños.
El nombre se remonta a la época de la Reconquista en la que los habitantes de la Tierra de Madrid se distinguieron por su capacidad para trepar muros, habilidad muy necesaria en esas épocas guerreras frente a los musulmanes peninsulares. Además, otra vertiente habla de que este nombre proviene de la Guerra de Independencia de 1808, frente a los franceses en la que tras la sublevación del 2 de mayo, las gentes de Madrid lucharon por los tejados cual gatos.
Finalmente, el logotipo de la franquicia es un ojo de gato amarillo con forma oval negra, de tal forma que representa un balón de rugby.

## Historia
Los Gatos de Madrid se estrenaron en competición oficial el 26 de abril de 2009 frente a la franquicia andaluza Sevilla F.C Andalucía, en el Campo de las Terrazas de Alcobendas con victoria 31-14. El 5 de julio de 2009, los Gatos se proclamaron campeones de la primera edición de la Liga Superibérica tras empatar a 28 con los Mariners y vencer por diferencia de ensayos.
La Liga Superibérica pretendía coexistir con la veterana y no profesional División de Honor, si bien la edición de 2010 se canceló, con el pretexto de solventar una serie de importantes problemas de calendarios con la Federación Española de Rugby y con los clubs que tendrían que ceder a sus jugadores.

## Palmarés
- 1 Liga Superibérica: 2009